# Гирг, Вальтер
Вальтер Гирг (нем. Walter Girg; 13 августа 1919, Гамбург — 25 июля 2010, Хильден, Северный Рейн-Вестфалия) — немецкий офицер войск СС, гауптштурмфюрер СС, кавалер Рыцарского креста Железного креста с Дубовыми листьями.

## Биография
Вальтер Гирг родился 13 августа 1919 года в городе Хартбург. В 1938 году вступил в части усиления СС. В составе дивизии СС «Рейх» участвовал в Балканской кампании и боях на советско-германском фронте. В апреле 1944 переведён в егерские части СС (войска особого назначения) и назначен командиром взвода 1-й роты 502-го егерского батальона СС. Специализировался на специальных диверсионных операциях в тылу войск противника. В сентябре 1944 во время одной из операций в Карпатах был тяжело ранен. После выздоровления возглавил специальное соединение истребительных частей «Центр», предназначенных для действий в тылу наступавших советских войск (в т. ч. и в советской военной форме). Воевал в Померании, участвовал в обороне крепости Кольберг. Последние месяцы войны являлся инспектором боевой подготовки истребительных формирований СС. После войны Вальтер Гирг жил в Западной Германии и умер в городе Хильден 25 июля 2010 года.

## Чины
- Унтерштурмфюрер СС (9 ноября 1943)
- Оберштурмфюрер СС (20 апреля 1944)
- Гауптштурмфюрер СС (27 марта 1945)

## Награды
- Железный крест (1939)
  - 2-й степени (24 декабря 1941)
  - 1-й степени (11 сентября 1944)
- Медаль «За зимнюю кампанию на Востоке 1941/42»
- Знак «за ранение»
- Штурмовой пехотный знак в бронзе
- Рыцарский крест Железного креста с Дубовыми листьями
  - Рыцарский крест (4 октября 1944) — унтерштурмфюрер СС, командир взвода в 1-й роте 502-го егерского батальона СС
  - Дубовые листья (№ 814) (1 апреля 1945) — гауптштурмфюрер СС, командир соединения особого назначения истребительных частей СС «Центр»